# Jean-Jacques Tizié
Jean-Jacques Tizié (Abidjan, 7 settembre 1972) è un ex calciatore ivoriano, di ruolo portiere.

## Carriera
Dal 2006 ha giocato nell'Africa Sport di Abidjan, in Costa d'Avorio. Prima di passare all'Africa Sport ha giocato nello Stade d'Abidjan, nel Lazer FC, nell'Africa Sport, e, dal 2000 per sei anni, nell'Espérance di Tunisi, in Tunisia.
È stato il portiere titolare della nazionale ivoriana al campionato del mondo 2006. In nazionale ha disputato 25 partite tra 1995 e 2007.
Ha perso un testicolo in un incidente di gioco durante una partita di calcio nel 2005.